# میتسوکا اوروچی
میتسوکا اوروچی (Mitsuoka Orochi) خودرویی است که از سال ۲۰۰۱ تا کنون تولید شده‌است. 
طراحی آن خودروهای موتور وسط عقب-محور عقب بوده طول آن در حالت طبیعی ۴٬۵۶۰ میلیمتر (۱۷۹٫۵ اینچ)، عرض آن در حالت طبیعی ۲٬۰۳۵ میلیمتر (۸۰٫۱ اینچ) و  ارتفاع آن در حالت طبیعی ۱٬۱۸۰ میلیمتر (۴۶٫۵ اینچ) و  وزن آن در حالت طبیعی ۱٬۵۸۰ کیلوگرم (۳٬۴۸۳ پوند)  است. سیستم جعبه‌دندهٔ آن ۵ دنده به صورت خودکار است.